# Bettina Zimmermann
Bettina Zimmermann (ur. 31 marca 1975 w Burgwedel, Niemcy) – niemiecka aktorka dubbingowa i telewizyjna oraz modelka.

## Życiorys

### Wczesne lata
Bettina Zimmermann urodziła się w Burgwedel w pobliżu Hanoweru, w Niemczech, jako najmłodsza z trójki rodzeństwa. Także tam uczęszczała do Realschule, a w 1994 roku zdała maturę w Leibnizschule w Hanowerze.

### Kariera
W trakcie prywatnej nauki aktorstwa w Hamburgu była aktywna jako modelka. Występowała w licznych spotach reklamowych, m.in. dla Vodafone, Lycos i WMF, a następnie w 1998 roku otrzymała swoją pierwszą rolę w filmie telewizyjnym Doppeltes Spiel mit Anne.
W 2000 roku pracowała nad swoim pierwszym filmem kinowym pt. Schule.
Od początku lat 2000. regularnie występuje w produkcjach telewizyjnych zarówno dla nadawców prywatnych, takich jak RTL, jak i stacji telewizji publicznej, np. ZDF. Występowała w rolach drugoplanowych w licznych produkcjach, m.in. w serialu kryminalnym Kobra - oddział specjalny czy dramacie obyczajowym Afryka, moja miłość, a także w rolach głównych, m.in. w filmie przygodowym Kod Karola Wielkiego.
Razem ze swoim partnerem, aktorem Kaiem Wiesingerem, kręciła przez 3 lata serial internetowy Der Lack ist ab.
Od 2015 roku wciela się w rolę prawniczki Claudii Strauss w serialu kryminalnym Sprawa dla dwóch. Zajmowała się także dubbingiem - widzowie mogli ją usłyszeć m.in. w roli Sally w niemieckiej wersji językowej serii filmów Auta, czy też Tygrysicy w filmach Kung Fu Panda.

## Życie prywatne
Ma dwoje dzieci. Syn urodził się w 2008 roku i jest owocem związku z kamerzystą Vladimirem Suboticiem. Drugie dziecko urodziło się 2015 roku, a jego ojcem jest obecny partner aktorki, Kai Wiesinger. 

## Filmografia
| Filmy |                                                |                            |                           |                      |                   |
| Rok   | Tytuł oryginalny                               | Tytuł polski               | Rola                      | Uwagi                | Źr                |
| 2000  | Fisimatenten                                   | –                          |                           |                      | [ 5 ] [ 6 ]       |
| 2000  | Schule                                         | –                          | Nadine                    |                      | [ 2 ] [ 5 ] [ 6 ] |
| 2001  | Viktor Vogel – Commercial Man                  | Viktor Vogel - Karierowicz | recepcjonistka Brainstorm |                      | [ 5 ] [ 6 ]       |
| 2001  | Who is Who?                                    | –                          | asystentka doktora        | film krótkometrażowy | [ 5 ] [ 6 ]       |
| 2001  | Mondscheintarif                                | –                          | Carmen Koslowski          |                      | [ 5 ] [ 6 ]       |
| 2002  | Erkan & Stefan gegen die Mächte der Finsternis | –                          | Tana                      |                      | [ 5 ] [ 6 ]       |
| 2002  | Vaya Con Dios                                  | –                          | kobieta w samochodzie     |                      | [ 5 ] [ 6 ]       |
| 2004  | Ars Moriendi                                   | –                          |                           | film krótkometrażowy | [ 5 ] [ 6 ]       |
| 2009  | Shoot the Duke                                 | –                          | Patricia Rockinsky        |                      | [ 5 ] [ 6 ]       |
| 2019  | Heritage                                       | –                          | dr Evers                  |                      | [ 5 ]             |
| 2020  | Der Briefträger                                | –                          | Paula                     | film krótkometrażowy | [ 5 ]             |

| Produkcje telewizyjne |                                           |                                                        |                                 |                                                                  |                         |
| Rok                   | Tytuł oryginalny                          | Tytuł polski                                           | Rola                            | Uwagi                                                            | Źr                      |
| 1998                  | Doppeltes Spiel mit Anne                  | –                                                      |                                 | film telewizyjny                                                 | [ 1 ] [ 5 ] [ 6 ]       |
| 1999                  | Todsünden – die zwei Gesichter einer Frau | –                                                      |                                 | film telewizyjny                                                 | [ 5 ] [ 6 ]             |
| 2001                  | Eine Hochzeit und (k)ein Todesfall        | –                                                      | Anne König                      | film telewizyjny                                                 | [ 5 ] [ 6 ]             |
| 2001                  | Bronski und Bernstein                     | –                                                      | Carola von Auerbach             | serial telewizyjny, 8 odcinków                                   | [ 5 ]                   |
| 2001                  | Kleiner Mann sucht großes Herz            | –                                                      | Pamela Zinner                   | film telewizyjny                                                 | [ 5 ] [ 6 ]             |
| 2002                  | Sektion – die Sprache der Toten           | –                                                      | Patrizia                        | film telewizyjny                                                 | [ 5 ] [ 6 ]             |
| 2002                  | Geliebte Diebin                           | –                                                      | Jill Monhaupt                   | film telewizyjny                                                 | [ 1 ] [ 5 ] [ 6 ]       |
| 2003                  | Das unbezähmbare Herz                     | –                                                      | Angélique Labiche               | film telewizyjny, 2 części                                       | [ 5 ] [ 6 ]             |
| 2003                  | SOKO Kitzbühel                            | Wydział kryminalny Kitzbühel                           | Gabriele Walter                 | serial telewizyjny, odcinek: „Die Braut und der Tod”             | [ 1 ] [ 5 ]             |
| 2004                  | Alarm für Cobra 11                        | Kobra - oddział specjalny                              | Laura Andress                   | serial telewizyjny, odcinek: „Feuer und Flamme”                  | [ 5 ]                   |
| 2004                  | Die Rosenheim-Cops                        | –                                                      | Doris Schätzlein                | serial telewizyjny, odcinek: „Zoff im Kuhstall”                  | [ 1 ] [ 5 ]             |
| 2004                  | Post Impact                               | Strefa śmierci                                         | Anna Starndorf                  | film telewizyjny                                                 | [ 5 ] [ 6 ]             |
| 2004                  | Vernunft & Gefühl                         | –                                                      | Joe                             | film telewizyjny                                                 | [ 5 ] [ 6 ]             |
| 2005                  | Löwenzahn – Die Reise ins Abenteuer       | –                                                      | Jana Olschewski                 | film telewizyjny                                                 | [ 5 ] [ 6 ]             |
| 2005                  | Die Luftbrücke – Nur der Himmel war frei  | Most powietrzny                                        | Luise Kielberg                  | film telewizyjny                                                 | [ 1 ] [ 5 ] [ 6 ]       |
| 2005                  | Inga Lindström: Entscheidung am Fluss     | –                                                      | Siri Westin                     | film telewizyjny                                                 | [ 5 ] [ 6 ]             |
| 2005                  | Es war Mord und ein Dorf schweigt         | –                                                      | Johanna Krüger / Luisa Bachmann | film telewizyjny                                                 | [ 5 ] [ 6 ]             |
| 2005                  | Wen die Liebe trifft...                   | –                                                      | Joe Rhomberg                    | film telewizyjny                                                 | [ 5 ] [ 6 ]             |
| 2006                  | Die Sturmflut                             | Wielka powódź                                          | pielęgniarka Nicola             | film telewizyjny, 2 części                                       | [ 1 ] [ 5 ] [ 6 ]       |
| 2006                  | Stunde der Entscheidung                   | –                                                      | Nathalie Kerner                 | film telewizyjny                                                 | [ 5 ] [ 6 ]             |
| 2007                  | 2030 – Aufstand der Alten                 | –                                                      | Lena Bach                       | film telewizyjny, 3 części                                       | [ 5 ] [ 6 ]             |
| 2007                  | Unter Mordverdacht – Ich kämpfe um uns    | –                                                      | Katharina Lehmann               | film telewizyjny                                                 | [ 5 ] [ 6 ]             |
| 2007                  | Pompei, Ieri, Oggi, Domani                | Pompeje: Zagłada                                       | Elena                           | miniserial telewizyjny, 2 odcinki                                | [ 5 ] [ 6 ]             |
| 2007                  | Vermisst – Liebe kann tödlich sein        | Miłość może zabijać                                    | Claudia Lehmann                 | film telewizyjny                                                 | [ 5 ] [ 6 ]             |
| 2007                  | Mordshunger                               | –                                                      | Eva Feldkamp                    | film telewizyjny                                                 | [ 5 ] [ 6 ]             |
| 2007                  | Afrika, mon amour                         | Afryka, moja miłość                                    | Tanja                           | miniserial telewizyjny                                           | [ 5 ] [ 6 ]             |
| 2008                  | Die Jagd nach dem Schatz der Nibelungen   | Kod Karola Wielkiego                                   | Katharina Berthold              | film telewizyjny                                                 | [ 1 ] [ 5 ] [ 6 ]       |
| 2008                  | Mein Herz in Chile                        | –                                                      | Isabel Hansen                   | film telewizyjny, 2 części                                       | [ 5 ] [ 6 ]             |
| 2008                  | Lost City Raiders                         | Jeźdźcy z zaginionego miasta                           | Giovanna Becker                 | film telewizyjny                                                 | [ 5 ] [ 6 ]             |
| 2008                  | Donna Leon                                | –                                                      | Franca Capari                   | serial telewizyjny, odcinek: „Die dunkle Stunde der Serenissima” | [ 1 ] [ 5 ] [ 6 ]       |
| 2009                  | Schicksalstage in Bangkok                 | –                                                      | June van Driel                  | film telewizyjny                                                 | [ 1 ] [ 5 ] [ 6 ]       |
| 2009                  | 2030 – Aufstand der Jungen                | –                                                      | Lena Bach                       | film telewizyjny                                                 | [ 5 ] [ 6 ] [ 7 ]       |
| 2010                  | Die Jagd nach der Heiligen Lanze          | Poszukiwacze świętej włóczni                           | Katharina Berthold              | film telewizyjny                                                 | [ 5 ] [ 6 ]             |
| 2010                  | Deckname Annett                           | –                                                      | Rosel Staudte                   | film telewizyjny                                                 | [ 5 ] [ 6 ]             |
| 2011                  | Die Verführung – Das fremde Mädchen       | –                                                      | Viktoria Vogt                   | film telewizyjny                                                 | [ 1 ] [ 5 ] [ 6 ]       |
| 2011                  | Bermuda-Dreieck Nordsee                   | Trójkąt Bermudzki na Morzu Północnym                   | Marie Nicklas                   | film telewizyjny                                                 | [ 5 ] [ 6 ]             |
| 2011                  | Familie macht glücklich                   | –                                                      | Julie Berg                      | film telewizyjny                                                 | [ 5 ] [ 8 ]             |
| 2012                  | Die Jagd nach dem Bernsteinzimmer         | Poszukiwacze Bursztynowej Komnaty                      | Katharina Berthold              | film telewizyjny                                                 | [ 5 ] [ 7 ]             |
| 2012                  | Ein Fall für zwei                         | Sprawa dla dwóch                                       | Judith Peters                   | serial telewizyjny, odcinek: „Frankfurt Superstar”               | [ 1 ] [ 5 ] [ 7 ]       |
| 2012                  | Le mille e una notte: Aladino e Sherazade | Opowieść z tysiąca i jednej nocy. Aladyn i Szeherezada | Alissa                          | miniserial telewizyjny                                           | [ 5 ] [ 7 ]             |
| 2013                  | Verbrechen nach Ferdinand von Schirach    | –                                                      | Angelika Petersson              | serial telewizyjny, odcinek: „Grün”                              | [ 1 ] [ 5 ] [ 7 ]       |
| 2013                  | Crossing Lines                            | Przekraczając granice                                  | Sandra Liebig                   | serial telewizyjny, odcinek: „Long-Haul Predators”               | [ 5 ] [ 7 ] [ 8 ]       |
| 2013                  | Tödliche Versuchung                       | –                                                      |                                 | film telewizyjny                                                 | [ 5 ]                   |
| 2013                  | Herzensbrecher – Vater von vier Söhnen    | Zdobywcy serc                                          | Doro                            | serial telewizyjny, odcinek: „Ein Quäntchen Trost”               | [ 5 ]                   |
| 2013                  | Alle Jahre wieder                         | –                                                      | ciocia Moni                     | miniserial telewizyjny                                           | [ 5 ]                   |
| 2014                  | Nachbarn süß-sauer                        | Perfekcyjni sąsiedzi                                   | Lisa Brücker                    | film telewizyjny                                                 | [ 5 ] [ 7 ]             |
| 2014                  | Trennung auf Italienisch                  | Rozstanie po włosku                                    | Sophie                          | film telewizyjny                                                 | [ 5 ] [ 7 ]             |
| 2014                  | Die Bergretter                            | Górscy ratownicy                                       | Julia Staack                    | serial telewizyjny, odcinek: „Abgeschnitten”                     | [ 1 ] [ 5 ] [ 8 ]       |
| 2015                  | Zum Teufel mit der Wahrheit               | Do diabła z prawdą                                     | Kathrin                         | film telewizyjny                                                 | [ 5 ] [ 7 ]             |
| 2015–2018             | Der Lack ist ab                           | –                                                      | Hanna                           | serial internetowy                                               | [ 3 ] [ 5 ] [ 7 ] [ 8 ] |
| 2015–obecnie          | Ein Fall für zwei                         | Sprawa dla dwóch                                       | prawniczka Claudia Strauss      | serial telewizyjny, 34 odcinki                                   | [ 5 ] [ 7 ]             |
| 2018                  | Letzte Spur Berlin                        | –                                                      | Isabell Rehberg                 | serial telewizyjny, odcinek: „Küchenschlacht”                    | [ 5 ]                   |
| 2018                  | Kinderüberraschung                        | –                                                      | Kathrin Niebling                | film telewizyjny                                                 | [ 5 ] [ 8 ]             |
| 2019                  | Familie Bundschuh – Wir machen Abitur     | –                                                      | dr Schaumburg                   | film telewizyjny                                                 | [ 5 ]                   |
| 2022                  | SOKO Kitzbühel                            | Wydział kryminalny Kitzbühel                           | Bernadette Trelli               | serial telewizyjny, odcinek: „Abschied”                          | [ 1 ] [ 5 ]             |
| 2022                  | Die Kanzlei                               | –                                                      | Anna Bentheim                   | serial telewizyjny, odcinek: „Bittere Pillen”                    | [ 5 ]                   |
| 2023                  | Familie Anders                            | –                                                      | Rebecca Renner                  | serial telewizyjny, odcinek: „Zwei sind einer zu viel”           | [ 5 ] [ 7 ] [ 8 ]       |
| 2023                  | Kohlrabenschwarz                          | –                                                      | Susanne Ludwig                  | seria streamingowa, 6 odcinków                                   | [ 5 ] [ 7 ] [ 8 ]       |

| Dubbing |                   |                         |             |       |             |
| Rok     | Tytuł oryginalny  | Tytuł polski            | Rola        | Uwagi | Źr          |
| 2006    | Cars              | Auta                    | Sally       |       | [ 1 ] [ 8 ] |
| 2008    | Kung Fu Panda     | –                       | Tygrysica   |       | [ 1 ] [ 8 ] |
| 2009    | Desert Flower     | Kwiat pustyni           | Waris Dirie |       | [ 1 ] [ 8 ] |
| 2011    | Cars 2            | Auta 2                  | Sally       |       | [ 1 ] [ 8 ] |
| 2011    | Kung Fu Panda 2   | –                       | Tygrysica   |       | [ 1 ] [ 8 ] |
| 2015    | Inside Out        | W głowie się nie mieści | matka       |       | [ 8 ]       |
| 2016    | Kung Fu Panda 3   | –                       | Tygrysica   |       | [ 1 ] [ 8 ] |
| 2017    | Cars 3: Evolution | Auta 3                  | Sally       |       | [ 1 ] [ 8 ] |
| 2017    | Ferdinand         | Fernando                | koza Elvira |       | [ 8 ]       |